# Mystery of Crocodile Island
Mystery of Crocodile Island (littéralement : « Mystère à l’Île aux crocodiles ») est le cinquante cinquième roman de la série américaine Alice (Nancy Drew en VO) écrit par Caroline Quine, nom de plume collectif de plusieurs auteurs. L'auteur est Harriet Adams. 
Aux États-Unis, le roman a été publié pour la première fois en 1978 par Grosset & Dunlap (New York). 
Il est inédit en France. 

## Résumé
Roger Gonzalez, propriétaire en Floride d'un refuge pour crocodiles, demande l'aide de son vieil ami d’université, l'avocat James Roy, car des braconniers sévissent sur ses terres. L'avocat mande sa fille Alice et les amies de celle-ci, Bess et Marion, sur l'île Key Biscayne, dite l'île aux crocodiles, où elles seront hébergées chez la famille Cosgrove. 
Au sortir de l’aéroport, un chauffeur de limousine disant être envoyé par les Cosgrove, enlève les jeunes filles et les enferme dans une maison sur l'île Key Biscayne. Les prisonnières s'échappent en crochetant la serrure, alertent la police, et se rendent chez les véritables Cosgrove. Le fils, Danny, propose de les aider dans leur enquête.
Les chevaliers servants des trois jeunes filles : Ned, Bob et Daniel, viennent les rejoindre sur l'île. Ils découvrent un sinistre complot impliquant de nombreuses victimes insoupçonnées.
Alice et Ned sont bientôt kidnappés et retenus prisonniers dans un sous-marin. Les ravisseurs exigent une rançon pour leur libération...

## Personnages
- Personnages récurrents
  - Alice Roy, dix-huit ans, détective amateur blonde, orpheline de mère, fille de James Roy.
  - James Roy, avoué[2] de renom, père d'Alice Roy, veuf.
  - Sarah : la fidèle gouvernante des Roy, qui a élevé Alice à la mort de sa mère.
  - Bess Taylor, jeune fille blonde et rondelette, une des meilleures amies d'Alice.
  - Marion Webb, jeune fille brune et sportive, cousine germaine de Bess Taylor et une des meilleures amies d'Alice.
  - Ned Nickerson, jeune homme brun et athlétique, ami et chevalier servant d'Alice, étudiant à l'université d'Emerson.
  - Daniel Evans, ami et chevalier servant de Bess, camarade d'université de Ned.
  - Bob Eddleton, ami et chevalier servant de Marion, camarade d'université de Ned.
  - Togo, le petit chien fox-terrier d'Alice.

- Personnages spécifiques au roman
  - Roger Gonzalez, un ami de James Roy, propriétaire d'une ferme  de crocodiles en Floride
  - M. et Mme Henry et Helen Cosgrove, les hôtes qui hébergent Alice et ses amis à Key Biscayne
  - Danny Cosgrove, leur fils de seize ans, qui est attiré par Bess
  - Joe Hanze, un Indien Seminole, soigneur d'animaux au refuge
  - Capitaine Townsend, capitaine de la marine américaine sur la base navale de Key West, et ami de Roger Gonzalez
  - John Thompson, le gardien du phare
  - Breck Tobin, malfaiteur
  - Matt Carmen, malfaiteur
  - Gimler and Sacco, malfaiteurs